# モノアミン神経伝達物質
モノアミン神経伝達物質（モノアミンしんけいでんたつぶっしつ、英: monoamine neurotransmitter）とは、アミノ基を一個だけ含む神経伝達物質または神経修飾物質の総称である。セロトニン、ノルアドレナリン、アドレナリン、ヒスタミン、ドーパミンなどが含まれる。このうちノルアドレナリン、アドレナリン、ドーパミンはカテコール基をもつためカテコールアミンと呼ばれる。

## モノアミン仮説
1956年、抗結核薬であるイプロニアジド、統合失調症薬として開発中であったイミプラミンが、KlineやKuhnにより抗うつ作用も有することが発見された。発見当初は作用機序は明らかにされておらず、他の治療に使われる薬物の薬効が偶然発見されたものであった。その後イプロニアジドからモノアミン酸化酵素阻害作用、イミプラミンにノルアドレナリン・セロトニンの再取り込み阻害作用があることが発見された。その後これらの薬物に類似の作用機序を持つ薬物が多く開発され、抗うつ作用を有することが臨床試験の結果明らかになった。よってモノアミン仮説とは、大うつ病性障害などのうつ状態は、モノアミン類、ノルアドレナリン、セロトニンなどの神経伝達物質の低下によって起こるとした仮説である。
しかし脳内の病態が明らかにされていない以上、逆の病態が大うつ病性障害の根本原因と結論付けることは出来ず、あくまで仮説にとどまっている。
さらにこの仮説に対する反論としては、シナプス間隙のノルアドレナリンやセロトニンの低下がうつ病の原因であるとすれば、抗うつ薬は即効性があってしかるべきである。うつの改善には最低2週間要することを考えると、この反論は一理あると言えるが、この改善の遅れの説明の1つは、シナプスセロトニンの初期増加は一時的なものであり、背側縫線核のセロトニン作動性ニューロンの発火が5-HT1A自己受容体の活動を介して適応するためであり、抗うつ薬の治療効果は、一定期間にわたる自己受容体の脱感作から生じ、最終的にセロトニン作動性ニューロンの発火を高めると考えられている。
一方、アドレナリンβ受容体あるいはセロトニン受容体(5-HT₂)の結合部位が減少するのに要する時間は、臨床的な抗うつ効果の発現に至るまでの時間と類似することが報告された。その結果、うつ病の発病前はこれら受容体の感受性(結合部位数と考えることができる)が亢進しており、代償的に前シナプスからのモノアミンの遊離が抑えられている。ところが、ストレスが付加されると代償機構が破たんしてモノアミンの遊離が起こり、その結果、うつ病が発症するという受容体化受容性仮説が提唱された。